# Tärnunge
Tärnunge är en segelbåtstyp som ritades av Gösta Svensson i Lysekil för Gullmars Segelsällskap. Den konstruerades för ungdomsbruk och för att vara billig.
Tärnunge, som är 6,8 meter lång konstruerades 1943 för Segelsällskapet Gullmar i Lysekil för ungdomsbruk. Det byggdes minst 25 exemplar, varav det fanns fem bevarade 2014. Den senast byggda tillkom troligen 1961.
Tärnungen Mia, byggd 1961 på Skåléns Båtbyggeri i Säffle k-märktes 2010 av Sjöhistoriska museet.